# George Eastham
George Edward Eastham (Blackpool, 23 settembre 1936 – Londra, 20 dicembre 2024) è stato un calciatore e allenatore di calcio inglese, di ruolo centrocampista.

## Biografia
Proveniente da una famiglia di calciatori, suo padre, George Eastham Sr., giocò nella nazionale inglese, e suo zio, Harry Eastham, giocò per 12 anni con la maglia del Liverpool. Nel 1973 fu nominato Ufficiale dell'Ordine dell'Impero Britannico per i suoi contributi al calcio.

## Carriera

### Giocatore
Giocò nell'Arsenal, nel Newcastle Utd e nello Stoke City.
Nell'estate 1967 con lo Stoke City disputò il campionato statunitense organizzato dalla United Soccer Association: accadde infatti che tale campionato fu disputato da formazioni europee e sudamericane per conto delle franchigie ufficialmente iscritte al campionato, che per ragioni di tempo non avevano potuto allestire le proprie squadre. Lo Stoke City rappresentò i Cleveland Stokers, e chiuse al secondo posto nella Eastern Division, non qualificandosi per la finale del torneo.

### Dopo il ritiro
Dopo aver lasciato il lavoro allo Stoke e completamente il calcio professionistico, emigrò in Sudafrica nel 1978clubs. dove avviò la propria attività di abbigliamento sportivo oltre ad essere un allenatore di calcio per bambini neri locali (essendo un noto oppositore dell'Apartheid). È anche presidente del South African Arsenal Supporters' Club.

## Statistiche

### Cronologia presenze e reti in nazionale
| Cronologia completa delle presenze e delle reti in nazionale ― Inghilterra | Cronologia completa delle presenze e delle reti in nazionale ― Inghilterra | Cronologia completa delle presenze e delle reti in nazionale ― Inghilterra | Cronologia completa delle presenze e delle reti in nazionale ― Inghilterra | Cronologia completa delle presenze e delle reti in nazionale ― Inghilterra | Cronologia completa delle presenze e delle reti in nazionale ― Inghilterra | Cronologia completa delle presenze e delle reti in nazionale ― Inghilterra | Cronologia completa delle presenze e delle reti in nazionale ― Inghilterra |
| Data                                                                       | Città                                                                      | In casa                                                                    | Risultato                                                                  | Ospiti                                                                     | Competizione                                                               | Reti                                                                       | Note                                                                       |
| -------------------------------------------------------------------------- | -------------------------------------------------------------------------- | -------------------------------------------------------------------------- | -------------------------------------------------------------------------- | -------------------------------------------------------------------------- | -------------------------------------------------------------------------- | -------------------------------------------------------------------------- | -------------------------------------------------------------------------- |
| 8-5-1963                                                                   | Londra                                                                     | Inghilterra                                                                | 1 – 1                                                                      | Brasile                                                                    | Amichevole                                                                 | -                                                                          |                                                                            |
| 29-5-1963                                                                  | Bratislava                                                                 | Cecoslovacchia                                                             | 2 – 4                                                                      | Inghilterra                                                                | Amichevole                                                                 | -                                                                          |                                                                            |
| 2-6-1963                                                                   | Lipsia                                                                     | Germania Est                                                               | 1 – 2                                                                      | Inghilterra                                                                | Amichevole                                                                 | -                                                                          |                                                                            |
| 12-10-1963                                                                 | Cardiff                                                                    | Galles                                                                     | 0 – 4                                                                      | Inghilterra                                                                | Torneo Interbritannico 1963                                                | -                                                                          |                                                                            |
| 23-10-1963                                                                 | Londra                                                                     | Inghilterra                                                                | 2 – 1                                                                      | Resto del Mondo                                                            | Amichevole                                                                 | -                                                                          |                                                                            |
| 20-11-1963                                                                 | Londra                                                                     | Inghilterra                                                                | 8 – 3                                                                      | Irlanda del Nord                                                           | Torneo Interbritannico 1963                                                | -                                                                          |                                                                            |
| 11-4-1964                                                                  | Glasgow                                                                    | Scozia                                                                     | 1 – 0                                                                      | Inghilterra                                                                | Torneo Interbritannico 1963                                                | -                                                                          |                                                                            |
| 6-5-1964                                                                   | Londra                                                                     | Inghilterra                                                                | 2 – 1                                                                      | Uruguay                                                                    | Amichevole                                                                 | -                                                                          |                                                                            |
| 17-5-1964                                                                  | Oeiras                                                                     | Portogallo                                                                 | 3 – 4                                                                      | Inghilterra                                                                | Amichevole                                                                 | -                                                                          |                                                                            |
| 24-5-1964                                                                  | Dublino                                                                    | Irlanda                                                                    | 1 – 3                                                                      | Inghilterra                                                                | Amichevole                                                                 | 1                                                                          |                                                                            |
| 27-5-1964                                                                  | New York                                                                   | Stati Uniti                                                                | 0 – 10                                                                     | Inghilterra                                                                | Amichevole                                                                 | -                                                                          | 33’                                                                        |
| 30-5-1964                                                                  | Rio de Janeiro                                                             | Brasile                                                                    | 5 – 1                                                                      | Inghilterra                                                                | Amichevole                                                                 | -                                                                          |                                                                            |
| 6-6-1964                                                                   | Rio de Janeiro                                                             | Argentina                                                                  | 1 – 0                                                                      | Inghilterra                                                                | Amichevole                                                                 | -                                                                          |                                                                            |
| 5-5-1965                                                                   | Londra                                                                     | Inghilterra                                                                | 1 – 0                                                                      | Ungheria                                                                   | Amichevole                                                                 | -                                                                          |                                                                            |
| 12-5-1965                                                                  | Norimberga                                                                 | Germania Ovest                                                             | 0 – 1                                                                      | Inghilterra                                                                | Amichevole                                                                 | -                                                                          |                                                                            |
| 16-5-1965                                                                  | Göteborg                                                                   | Svezia                                                                     | 1 – 2                                                                      | Inghilterra                                                                | Amichevole                                                                 | -                                                                          |                                                                            |
| 8-12-1965                                                                  | Madrid                                                                     | Spagna                                                                     | 0 – 2                                                                      | Inghilterra                                                                | Amichevole                                                                 | -                                                                          |                                                                            |
| 5-1-1966                                                                   | Liverpool                                                                  | Inghilterra                                                                | 1 – 1                                                                      | Polonia                                                                    | Amichevole                                                                 | -                                                                          |                                                                            |
| 3-7-1966                                                                   | Copenaghen                                                                 | Danimarca                                                                  | 0 – 2                                                                      | Inghilterra                                                                | Amichevole                                                                 | 1                                                                          |                                                                            |
| Totale                                                                     |                                                                            | Presenze                                                                   | 19                                                                         |                                                                            | Reti                                                                       | 2                                                                          |                                                                            |

## Palmarès

### Giocatore

#### Club
- Gold Cup: 1

Ards: 1953-1954
- Coppa di Lega inglese: 1

Stoke City: 1971-1972

#### Nazionale
- Campionato mondiale: 1

Inghilterra 1966